# In der Maur
In der Maur (scritto anche come In der Mauer, Indermaur e Indermauer) è un'antica famiglia armigera di origine svizzera. Per tutto il Medioevo e il Rinascimento, la famiglia In der Maur ha ricoperto incarichi di autorità amministrativa regionale nel governo di Farniwang, in seguito nota come Berneck, nel cantone di San Gallo. Un ramo della famiglia residente in Alto Adige, von In der Maur auf Strelburg und zu Freifeld, fu elevato ai ranghi della bassa nobiltà all'interno del Sacro Romano Impero e del Regno di Baviera. Membri di spicco della famiglia comprendono l'artista svizzero Robert Indermaur e lo statista austriaco Carl von In der Maur, che fu Governatore del Liechtenstein. 

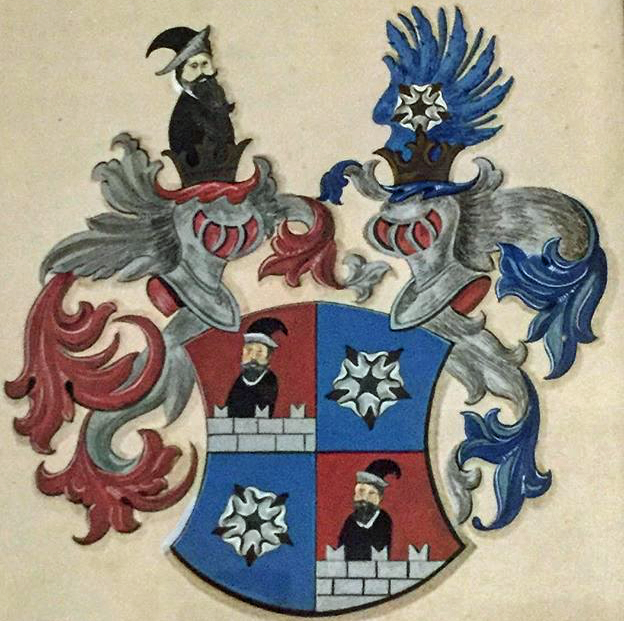
Stemma del ramo austriaco della famiglia, In der Maur auf Strelburg und zu Freifeld

## Storia
La famiglia In der Maur ha avuto origine nella zona delle Alpi Retiche, in Svizzera, durante il Medioevo, discendente dagli Alemanni. Il cognome, dalla lingua tedesca, si traduce in "nel muro", forse riferendosi a una fortezza, muro difensivo o una brughiera geografica. I principali rami della famiglia si stabilirono nel territorio del Sacro Romano Impero che ora è la Svizzera orientale, l'Austria meridionale e l'Italia settentrionale.

### Ramo austriaco
Nel 1479 gli In der Maur che si erano stabiliti nell'Alto Adige,  governato dagli Asburgo, ottennero uno stemma dall'imperatore Federico III del Sacro Romano Impero. Il 23 ottobre 1491 fu concesso loro un altro stemma da Massimiliano II. Un terzo stemma fu concesso a sei fratelli e tre cugini maschi della famiglia il 1º agosto 1586 a Innsbruck. Il 6 marzo 1601 gli In der Maur furono elevati alla nobiltà terriera da Rodolfo II. Il 23 giugno 1703 gli In der Maur furono nominati baroni da Leopoldo I. Gli In der Maur, facenti parte della bassa nobiltà tirolese, possedevano un castello e varie dimore a Cortaccia sulla Strada del Vino e a Campo di Trens. Nel 1615 Caspar Indermaur finanziò la costruzione della cappella cattolica di Sant'Anna ad Ansitz Strehlburg, una delle tenute degli In der Maur a Cortaccia.

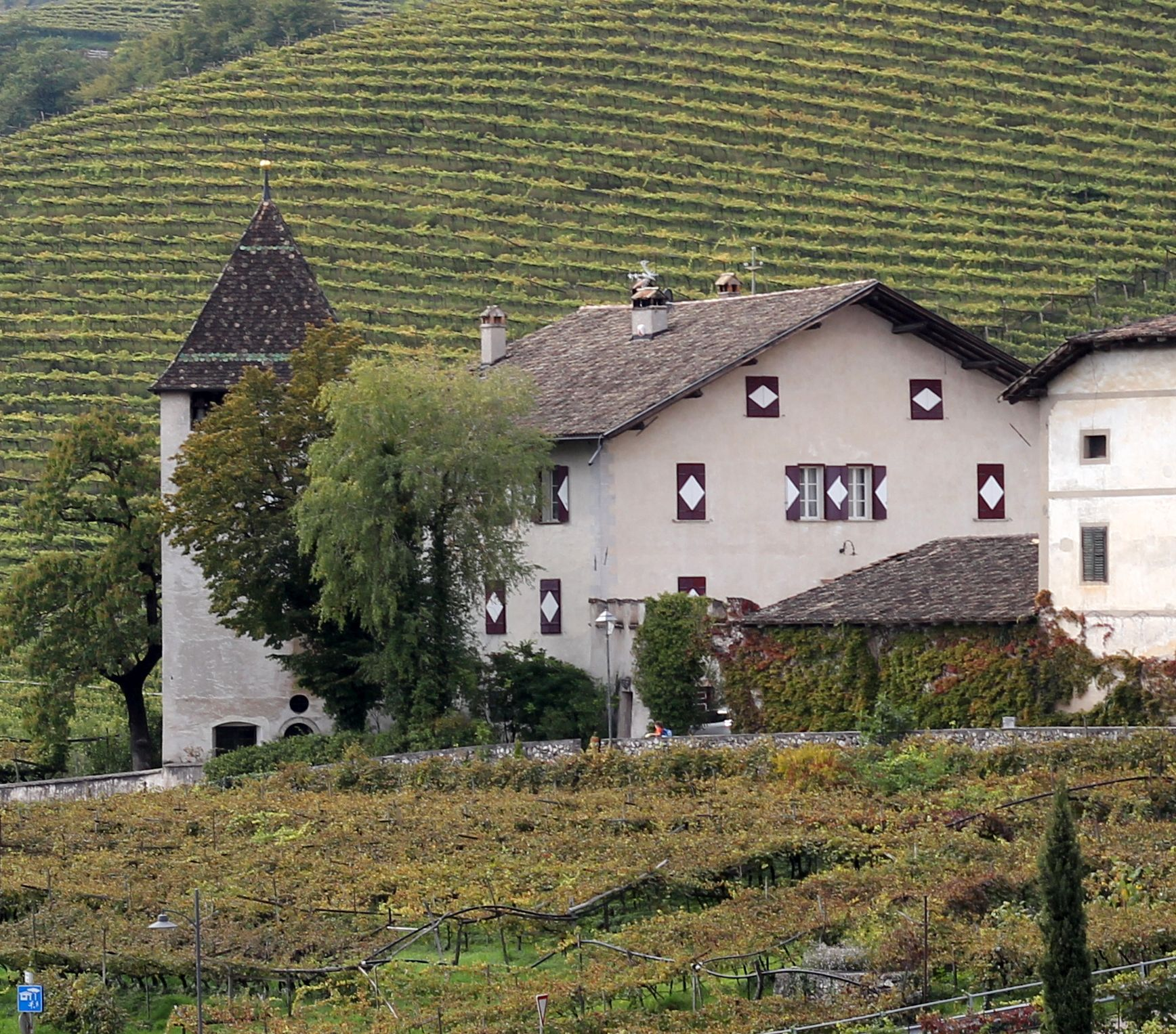
L'ansitz Strehlburg e la Cappella di Sant'Anna.

Il 19 ottobre 1813 a Monaco, Josef Sebastian Anton Indermauer von Freifeld zu Strelburg ottenne lo status di nobile nel Regno di Baviera tramite brevetto di lettere di Massimiliano I Giuseppe di Baviera.
In Austria il nome In der Maur includeva le particelle nobiliari von (discendente da) e zu (residente a) nel loro cognome come von In der Maur auf Strehlburg und zu Freienfeld, riferendosi a due dei loro principali possedimenti, Strehlburg e Freienfeld, in Alto Adige. L'uso di particelle nobiliari nel cognome fu mantenuto fino a quando la nobiltà fu abolita in Austria nel 1919 e l'uso di particelle nobiliari nel cognome divenne illegale.

### Ramo svizzero
Durante il periodo medievale gli In der Maur furono elevati alla classe borghese e ottennero il diritto di usare simboli araldici. Come membri della classe privilegiata, era loro permesso vivere in case fortificate di pietra, invece che in case di legno tipiche della classe contadina. Per tutto il Medioevo e nel primo periodo del Rinascimento, gli In der Maur ricoprirono in ruoli amministrativi nel governo di Farniwang (in seguito chiamato Berneck) come Landamänner, o magistrati principali della Landsgemeinde rurale. Continuarono ad avere influenza politica ed economica nella regione dopo che l'Abbazia di San Gallo ottenne il controllo, avendo ottenuto i privilegi dai principi-abati di San Gallo. Nel 1525, la popolazione di Berneck, di fronte a pressioni politiche, si convertì dal cattolicesimo al protestantesimo. Nel 1532, più della metà dei residenti era tornata alla religione originaria. Gli In der Maur di Berneck, che avevano adottato le riforme religiose di Ulrico Zwingli durante la Riforma e divenne protestante, scelsero di rimanere nella fede riformata.
Nel 1590 Hans Indermaur, un conciatore di Berneck, si trasferì a Rheineck. La casa di Indermaur fu acquistata nel 1700 dal comune di Rheineck e trasformata in un orfanotrofio. L'edificio è oggi un punto di riferimento storico e la cantina della casa, un tempo utilizzata come conceria, è ora un luogo per spettacoli.
Un ristorante a Rorschach, lo "Zum goldenen Fass", è stato avviato da Johann Indermaur di Berneck nel 1905 ed è ancora di proprietà e gestito dalla famiglia. La famiglia possiede la tenuta Maienhalde, una cantina e un vigneto a Berneck. La famiglia ha posseduto anche un'azienda di produzione di mobili a Goldach per 105 anni.

#### Ramo olandese
A metà del XVIII secolo Paulus In der Maur di Berneck (1732–1805) si trasferì dalla Svizzera a Schoonhoven, in Olanda meridionale, Paesi Bassi, creando così un ramo olandese della famiglia. I suoi discendenti in seguito si stabilirono a Utrecht, Gouda, Rotterdam e Dordrecht. Questa linea comprendeva due importanti costruttori di organi, Johann Frederik In der Maur (1790–1836) e Johannes Casper In der Maur (1817–1860). Il pronipote di Paulus In der Maur, George In der Maur (1831–1889), si trasferì a Batavia, nelle Indie orientali olandesi (l'attuale Giacarta, Indonesia), dove si sposò e ebbe sette figli.

#### Ramo inglese
Johannes In der Maur di Berneck (nato nel 1748), figlio di Herman In der Mauer (nato nel 1719) e Anna Schreiberin, si trasferì con la moglie Margaretha Oberhausler dalla Svizzera all'Inghilterra. Avevano tre figli; Herman Indermaur (n. 1776), Anna Regula Indermaur (n. 1778) e Henry Indermaur (1788–1848). Il ramo inglese In der Maur continuò con i discendenti che si stabilirono nel Middlesex e nel Somerset. Nel 1952, Minnie Rose Carpenter (nata nel 1919) di Gillingham, moglie di David George Indermaur, partì da Southampton con le figlie Barbara Catherine Indermaur (nata nel 1944) e Jean Elizabeth Indermaur (nata nel 1949) per raggiungere il marito a Melbourne, in Australia.

## Membri della famiglia degni di nota
- Ignaz Anton von Indermauer (1759–1796), advocatus del Vorarlberg
- John Indermaur (1851–1925), avvocato inglese
- Carl von In der Maur (1852–1913), governatore del Liechtenstein
- Gilbert von In der Maur (1887–1959), dirigente del partito nazionalsocialista austriaco
- Edna Indermaur (1892–1985), cantante d'opera
- Wolf In der Maur (1924–2005), giornalista austriaco
- Robert Indermaur (n. 1947), pittore e scultore svizzero
- Mirjam Indermaur (n. 1967), imprenditrice svizzera
- Rahel Indermaur (n. 1980), cantante d'opera svizzera
- David Indermaur, psicologo australiano
- Jan-Jaap In der Maur, imprenditore olandese
- Rebecca Indermaur, attrice svizzera
- Scott Indermaur, fotografo americano

## Residenze familiari

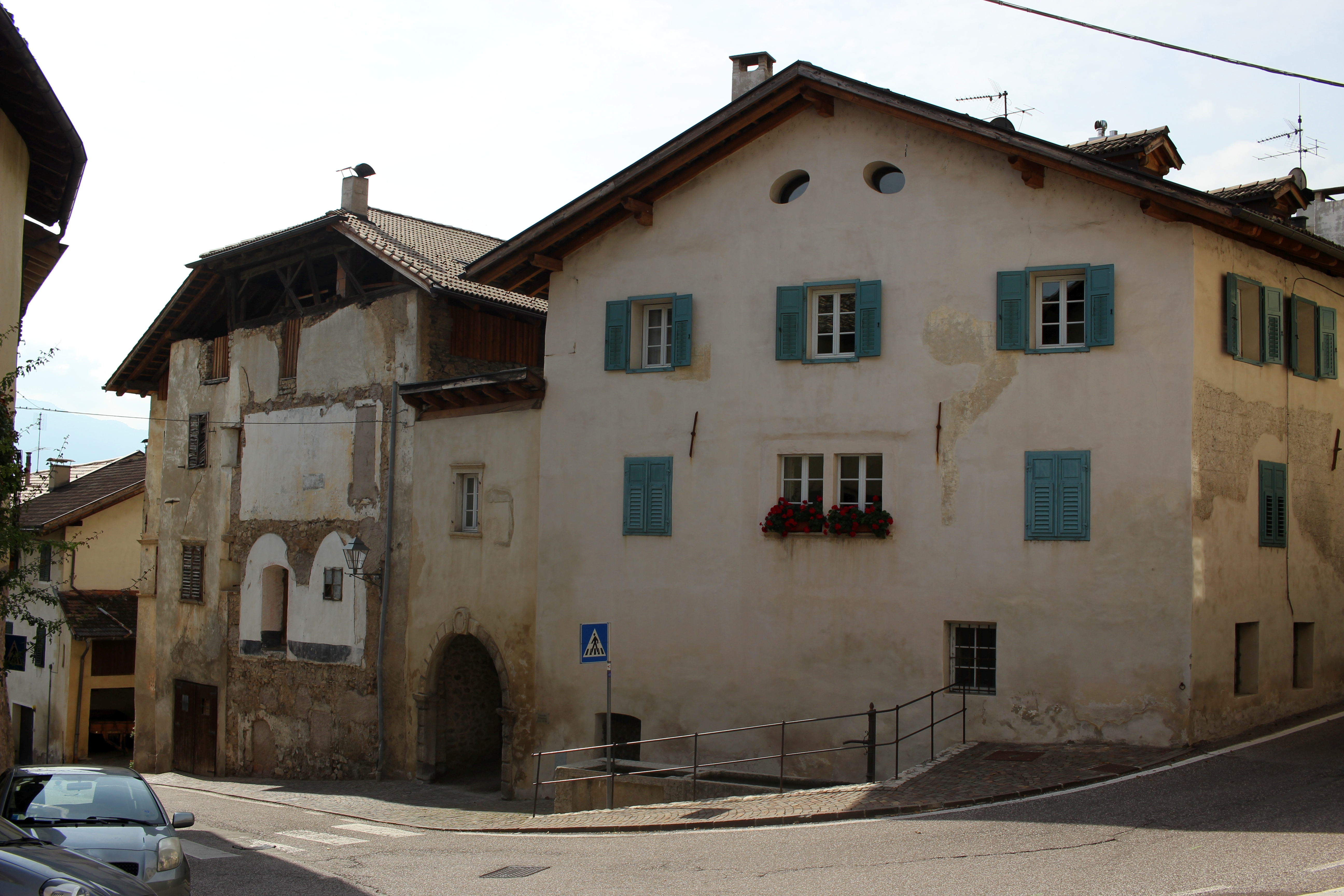
Ansitz Freienfeld a Cortaccia

- Ansitz Eberlehof, un Ansitz a Cortaccia sulla Strada del Vino
- Casa Finkenhof, una casa fortificata a Cortaccia sulla Strada del Vino
- Ansitz Fohrhof, un Ansitz a Cortaccia sulla Strada del Vino
- Ansitz Freienfeld, un Ansitz a Cortaccia sulla Strada del Vino
- Nokrische Behausung, un gruppo di case a Cortaccia sulla Strada del Vino
- Ansitz Nussdorf, un Ansitz a Cortaccia sulla Strada del Vino
- Castello di Nussegg, un castello a Cortaccia sulla Strada del Vino
- Ansitz Strehlburg, un Ansitz Cortaccia sulla Strada del Vino
- Ansitz Baron von Widmann, un Ansitz a Cortaccia sulla Strada del Vino